# Volvo 66
Volvo 66 – samochód osobowy klasy kompaktowej produkowany w latach 1975-1980 przez szwedzkie przedsiębiorstwo motoryzacyjne Volvo Car Corporation we współpracy z holenderskim przedsiębiorstwem DAF.

## Historia i opis modelu

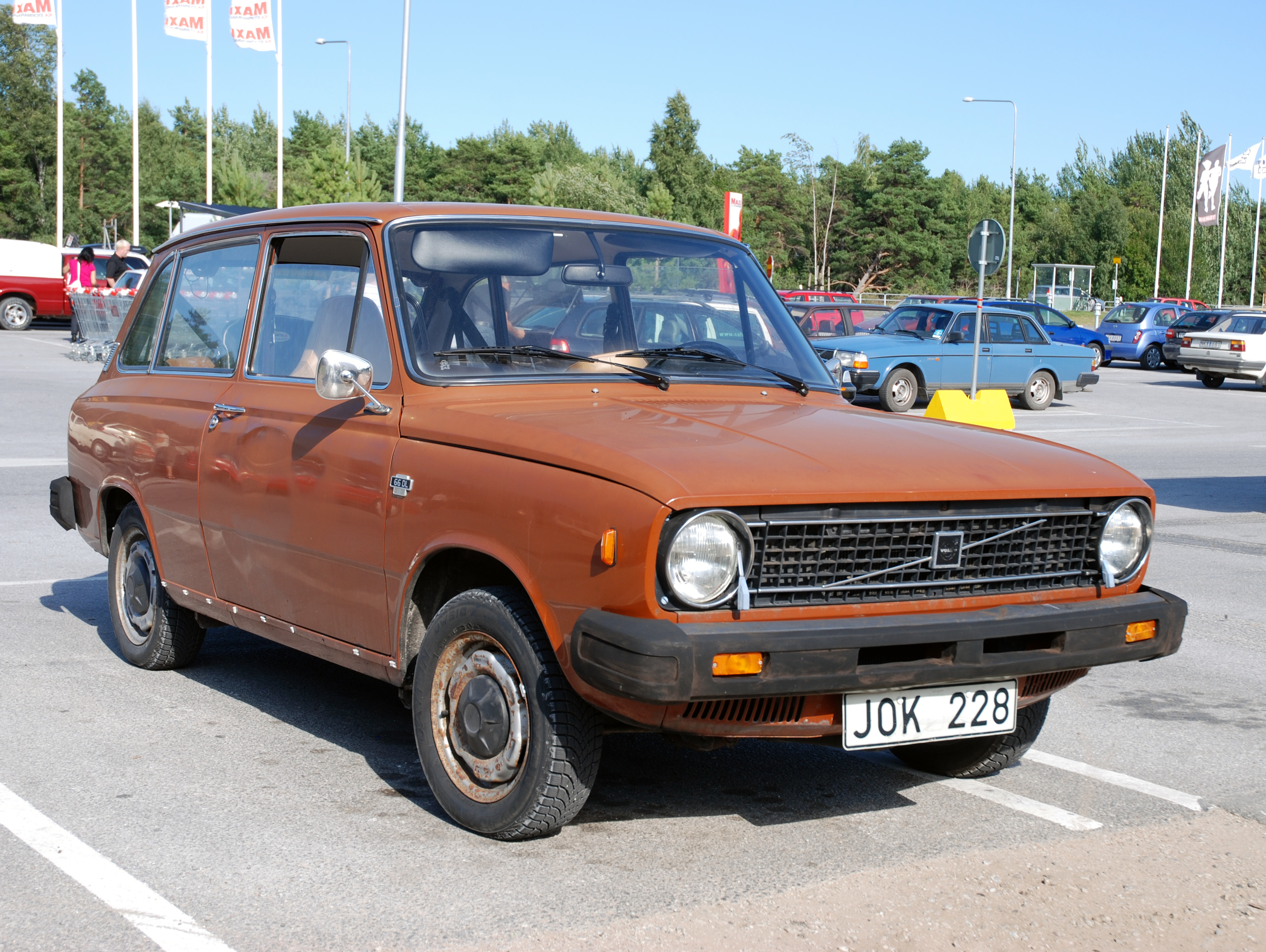
Volvo 66 kombi

Volvo 66 wprowadzone zostało do produkcji w 1975 roku. Konstrukcję pojazdu zapożyczono z zaprezentowanego w 1972 roku pojazdu DAF 66. Auto wyróżniało się wówczas zastosowaną bezstopniową skrzynią biegów (CVT). W 1975 roku Volvo Car Corporation przejęło pakiet kontrolny 75% akcji holenderskiego DAF-a, a wraz z nim prawa do produkcji modelu 66.
Projektem nadwozia samonośnego modelu DAF 66 zajął się włoski stylista Giovanni Michelotti. Jako DAF pojazd sprzedawany był w trzech wersjach nadwoziowych: sedan, kombi oraz coupé. Po przejęciu produkcji przez Volvo zrezygnowano z wersji coupé.
Auto napędzane było przez benzynowe silniki konstrukcji Renault. Od 1972 do 1977 roku pojazd napędzany był 1.1 l silnikiem o mocy 47 KM. W 1975 roku wprowadzony został silnik o pojemności 1.1 l i mocy 53 KM. W 1978 roku wprowadzony został nowy silnik o pojemności 1.3 l i mocy 57 KM.